# Godzilla Minus One
Pour plus de détails, voir Fiche technique et Distribution.
Godzilla Minus One (ゴジラ-1.0, Gojira Mainasu Wan) est un film japonais réalisé par Takashi Yamazaki et sorti en 2023. Produit par Tōhō Studios et Robot Communications, il s'agit du 37e film mettant en scène Godzilla. Il s'agit du 5e opus de l'ère Reiwa de la franchise.
Le film se situe en 1947, alors que Koichi Shikishima, un ancien kamikaze survivant, tente de reconstruire sa vie dans le Japon en ruines après la Seconde Guerre mondiale, une nouvelle menace émerge : un gigantesque monstre, Godzilla, sème la terreur et la destruction. Les autorités japonaises luttent pour trouver un moyen d'arrêter la créature, tandis que la population, déjà fragilisée par les conséquences de la guerre, doit faire face à ce nouvel ennemi.
Godzilla Minus One est présenté au festival international du film de Tokyo. En 2024, le film remporte l'Oscar des meilleurs effets visuels, devenant le premier film japonais nommé dans cette catégorie.

## Synopsis
En 1945, peu de temps avant la fin de la Seconde Guerre Mondiale, un avion kamikaze atterrit sur l'île d'Odo. Son pilote, Kōichi Shikishima, feint un problème technique afin de pouvoir rester en vie. L'ingénieur en chef de la base, Tachibana, qui a compris la supercherie, lui fait remarquer qu'il manque à son devoir de soldat. Le soir même, la sirène retentit dans la base. Alors que les soldats s'attendent à devoir affronter l'armée américaine, un monstre, surnommé Godzilla par les habitants de l'île, sort de l'eau et commence à détruire la base. Shikishima essaye de lui tirer dessus à l'aide des mitrailleuses de son avion posé au sol mais, tétanisé par la peur, ne parvient pas à appuyer sur la gâchette. Après avoir perdu connaissance, il se réveille le lendemain et constate que seuls lui et Tachibana ont survécu à l'attaque, ce dernier lui reprochant de ne pas avoir été capable de tirer.
Un an plus tard, Shikishima retourne dans sa maison familiale à Tokyo et constate que tout le quartier a été décimé par les bombes, ses parents faisant partie des victimes. Se sentant coupable d'être encore vivant et de ne pas avoir accompli sa mission de kamikaze, il héberge une femme qui vit dans la rue, Noriko Ōishi, qui a elle aussi perdu ses parents pendant les attaques, ainsi qu'un bébé orphelin qu'elle a trouvé dans la rue, Akiko. Il trouve un emploi sur un petit dragueur de mines avec un équipage composé d'un scientifique, du capitaine et d'un apprenti. Bien payé, il dépense son salaire dans une moto ainsi que dans la rénovation de la maison familiale.
Au même moment, Godzilla, touché par les radiations issues des tests nucléaires réalisés par l'armée américaine dans l'atoll de Bikini, se transforme et grossit en taille. Il se dirige vers le Japon et détruit les navires militaires qu'il croise sur son chemin. À cause des tensions entre les États-Unis et l'URSS au même moment, l'armée américaine ne peut pas aider le Japon à contrer Godzilla.
En 1947, Shikishima et son équipe sont envoyés au large afin de retarder le plus possible l’arrivée de Godzilla sur la terre ferme. Alors qu'ils combattent la créature à l'aide de mines sous-marines stockées sur le bateau, ils arrivent à faire exploser l'une d'entre elles dans sa gueule, mais l’équipage se rend compte que la créature est capable de régénérer son corps très rapidement quand elle est blessée. Au même moment, le croiseur Takao vient les aider, mais il sera rapidement anéanti par un immense laser bleu craché par Godzilla. L'équipage de Shikishima est ramené sain et sauf à Tokyo par des avions militaires.
En rentrant chez lui, Shikishima se confie sur son passé de déserteur kamikaze à Noriko ainsi que ses rencontres avec Godzilla. Quelques jours plus tard, le monstre arrive finalement au Japon, et sème le chaos à Ginza, où Noriko travaille. Shikishima la retrouve et tous deux essayent de se sauver de la catastrophe jusqu'au moment où Godzilla, en colère face aux tirs de tanks qu'il reçoit, crache encore une fois un laser bleu, qui crée l'équivalent d'une explosion nucléaire sur la ville, tuant des dizaines de milliers de personnes. Shikishima est sauvé in extremis par Noriko qui le pousse dans une allée, mais Noriko sera emportée par le souffle de l'explosion. Désemparé face à sa disparition, Shikishima se retourne vers Godzilla et hurle sa vengeance.
Godzilla retourne à la mer, mais beaucoup sont persuadés qu'il reviendra bientôt. Voyant que le gouvernement n'a pas réagi lors de la première attaque, le scientifique de l'équipage de Shikishima, Kenji Noda, qui était ingénieur naval, décide d'élaborer un plan afin d'éliminer la menace Godzilla. Son opération consiste à piéger Godzilla dans du fréon pour qu'il coule rapidement tout au fond de l'océan, le forçant à subir un changement de pression gigantesque. Si cela ne fonctionne pas, un système de ballons viendra faire remonter Godzilla à la surface, afin qu'il subisse une décompression soudaine, le tuant sur-le-champ. Il réussit à convaincre l'équipage et d'anciens soldats de la marine de suivre son plan, faisant d'eux le dernier espoir contre Godzilla.
Tandis que tout le monde se prépare, Shikishima réussit à recontacter Tachibana et le convainc de l'aider à réparer un avion de chasse Kyushu J7W1 Shinden, qu'il prévoit de piloter et d'armer d'explosifs qu'il enverra tout droit dans la gueule du monstre afin de le faire exploser de l'intérieur. Il garde son plan secret et fait croire aux autres membres de l'équipe que son avion servira uniquement de leurre pour attirer Godzilla vers la mer. Juste avant de partir, Shikishima laisse Akiko à sa voisine Sumiko, lui faisant comprendre qu'il ne reviendra probablement pas vivant de sa mission.
Godzilla refait surface et détruit sur son passage un village ainsi que des bateaux. Shikishima l'esquive avec son avion et l'attire vers la mer. L'opération peut commencer. Godzilla utilise son laser bleu sur deux navires vides qui servaient d’appâts, tandis que les destroyers Yukikaze et Hikiki l'encerclent avec un long câble parsemé de bonbonnes de fréon. Godzilla est ensuite amené à toute vitesse à plus de 1 500 mètres de profondeur, mais survit au changement brutal de pression. Les ballons le ramènent aussitôt à la surface, mais il réussit à éviter le piège. Fou de rage, le monstre s'apprête une nouvelle fois à utiliser son laser sur la flotte, mais au dernier moment, Shikishima envoie son avion tout droit dans la gueule ouverte du monstre. L'avion fait exploser la tête de Godzilla, dont le corps se réduit en lambeaux avant de couler dans l'océan. Shikishima survit en utilisant le siège éjectable ajouté par Tachibana.
Shikishima est accueilli en héros par ses collègues sur la terre ferme, tous le félicitent d'avoir choisi de vivre. Un télégramme lui apprend que Noriko est vivante dans un hôpital. Lui et Akiko la retrouvent et s'embrassent, laissant apparaître une marque de brûlure sur la nuque de Noriko. Au même moment, les restes du corps de Godzilla au fond de l'océan commencent à se régénérer.

## Fiche technique
Sauf indication contraire, les informations mentionnées dans cette section peuvent être confirmées par la base de données cinématographiques IMDb,  présente dans la section « Liens externes ».
- Titre original : ゴジラ-1.0 (Gojira Mainasu Wan?)
- Titre français et anglophone : Godzilla Minus One
- Réalisation : Takashi Yamazaki
- Scénario : Takashi Yamazaki, d'après Godzilla créé par Tomoyuki Tanaka et Ishirō Honda
- Musique : Naoki Satō
- Photographie : Kôzô Shibasaki
- Montage : Ryûji Miyajima
- Production : Minami Ichikawa, Kazuaki Kishida, Keiichiro Moriya et Kenji Yamada
- Sociétés de production : Tōhō Studios et Robot Communications
- Sociétés de distribution : Toho International (États-Unis), Toho Company (Japon)
- Budget : 15 millions de dollars (estimation)[3]
- Pays de production :  Japon
- Langue originale : japonais
- Format : couleur
- Genre : science-fiction, film de kaijū
- Durée : 125 minutes
- Dates de sortie : 
  - Japon : 1er novembre 2023 (festival de Tokyo)
  - Canada : 1er décembre 2023
  - France : 7 décembre 2023, ressortie le 17 janvier 2024[4]
  - Belgique : 15 décembre 2023[5]
- Classification[6] :
  - États-Unis : PG-13
  - France : tous publics[7]

## Distribution
- Ryūnosuke Kamiki (VF : Jean-Stan Du Pac) : Kōichi Shikishima
- Minami Hamabe (VF : Artemisia Toussaint) : Noriko Ōishi
- Yuki Yamada (VF : Maxime Baudouin) : Shirō Mizushima
- Munetaka Aoki (en) (VF : Thibaut Lacour) : Sōsaku Tachibana
- Hidetaka Yoshioka (VF : Michel Mella) : Kenji Noda
- Sakura Andō (VF : Élisabeth Ventura) : Sumiko Ōta
- Kuranosuke Sasaki (en) (VF : Bertrand Liebert) : Yōji Akitsu
- Miou Tanaka (en) (VF : Gilles Morvan) : Tatsuo Hotta

 Source : Carton du générique de fin Netflix Belgique

## Production

### Genèse et développement
Après la sortie de Godzilla Resurgence (2016), l'un des coréalisateurs Shinji Higuchi révèle dans une convention de fans que Tōhō ne pourra pas produire de nouveau film Godzilla avant 2020, en raison du contrat avec le studio américain Legendary Pictures, qui développe ses propres films Godzilla au sein du MonsterVerse,. En 2018, Keiji Ota — exécutif de la Tōhō — annonce que Godzilla Resurgence n'aura pas droit à une suite mais évoque l'idée d'un possible univers partagé dans la veine de l'univers cinématographique Marvel.
En 2019, peu après la sortie de son film The Great War of Archimedes, Takashi Yamazaki est choisi comme réalisateur,. Il commence à travailler sur le projet durant la pandémie de Covid-19 et passe près de trois ans à écrire le scénario. Dans une interview pour le magazine Aera, Takashi Yamazaki explique que l'anxiété mondiale et que le manque de fiabilité du gouvernement ont été une source majeure d'inspiration. Il cite par ailleurs le film Godzilla, Mothra and King Ghidorah: Giant Monsters All-Out Attack (2001) de Shūsuke Kaneko comme influence,.

### Attribution des rôles
Yamazaki a cherché à faire figurer à l'écran des personnes talentueuses, qui proposaient un jeu d'acteur convaincant, des professionnels capables de représenter des individus ayant vécu durant la période Shōwa afin de rendre la présence de Godzilla dans le film possiblement plus réaliste,. Le choix de ces rôles a peu été influencés par les précédentes productions de Godzilla, étant donné que son film se focalise sur les vies ordinaires de Japonais dans les années 1940 plutôt qu'une emphase sur les politiciens, bureaucrates, scientifiques ou sur les Forces japonaises d'autodéfense. Yamazaki souhaitait que l'audience aie de l'empathie et se sente en connexion avec les personnages malgré l'environnement de l'après-guerre. 
Lors de la phase de pré-production, le producteur Minami Ichikawa a proposé à Ryunosuke Kamiki et Minami Hamabe d'interpréter les rôles principaux, Kōichi Shikishima et Noriko Ōishi, en raison de leur présence dans des rôles similaires au sein de la série Ranman (2023) produite par la NHK. Selon Yamazaki, lors de la conférence de presse du 4 septembre 2023, les médias ont vivement critiqué l'annonce de la sélection du casting, car ces derniers pensaient que les rôles de Ryunosuke Kamiki et Minami Hamabe seraient trop proches de ceux de Ranman. Yamazaki a également affirmé qu'il avait choisit Kuranosuke Sasaki pour interpréter le capitaine Seiji Akitsu pour son travail dans Asadora ainsi que dans Hiyokko (2017) car ces séries ont eu une grande influence sur lui. Avant le début de la pandémie de Covid-19, un des producteurs a contacté Sakura Ando pour le rôle du voisin de Shikishima, mais celle-ci a dû attendre plusieurs années pour le faire. Lorsqu'elle a eu enfin l'occasion de jouer dans le film, le producteur lui a demandé de choisir entre Godzilla ou L'Innocence de Hirokazu Kore-eda car ces deux productions étaient tournées en même temps. Ando ne voulait pas jouer seulement dans un des films, elle a déclaré s'être "battue et qu'au final [...] elle a pu jouer dans les deux".
Au départ, Akiko, la fille adoptive d'Ōishi et Shikishima, devait être un garçon. Cependant, lorsque Yamazaki rencontre l'enfant star de deux ans Sae Nagatani, il décide de changer ce détail afin que ce soit elle qui puisse jouer le rôle. Lorsque le directeur est interrogé sur sa technique pour faire pleurer Nagatani lors de quelques scènes, il a répondu: "j'ai trouvé un génie".

### Tournage
Le tournage a lieu de février à mai 2022. Il se déroule principalement dans les régions du Kantō et Chūbu sur l'île de Honshū,,. Des séquences maritimes sont tournées dans le lac Hamana et en mer d'Enshū. Quelques scènes sont par ailleurs filmées à Okaya dans la préfecture de Nagano.

## Analyse thématique
Le contexte de Godzilla Minus One permet l'évocation de plusieurs thèmes liés aux questions de l'après-guerre. Le mouvement antinucléaire, les films anti-guerres, les traumatismes, l'espoir, la culpabilitéou encore la rédemption font partie de ces nombreuses questions et sujets que le film évoque. D'après Yamazaki, Godzilla symbolise le point de vue japonais de l'holocauste nucléaire qui se déroula durant cette période, comme ce fut le cas pour le Godzilla de 1954,. Le réalisateur ajoute, en lien avec la représentation cinématographique du monstre: "Au Japon, il existe un concept appelé Tatari-gami : il y a de bons dieux et des dieux mauvais. La créature Godzilla est en partie un monstre, mais c'est également un demi-dieu".
Dans son article pour le New York Times, Esther Zuckerman remarque que le film se rapproche d'Oppenheimer de Christopher Nolan ainsi que Le Garçon et le Héron de Hayao Miyazaki, sortis tous deux la même année (2023) et également situés durant et après la Seconde Guerre mondiale. Il lui semble que ces films montrent le point de vue japonais des bombardements atomiques d'Hiroshima et de Nagasaki — bien que Godzilla et Le Garçon et le Héron ne mentionnent jamais directement ces événements — point de vue que l'audience, après avoir visionné le film de Nolan, aurait été intéressée à connaître. Les similarités thématiques que partagent Godzilla et Oppenheimer sont "frappantes" d'après Yamazaki. Il reconnait que ces deux oeuvres ont été réalisées lors d'une importante montée de tensions mondiales : "je crois que la menace d'une guerre nucléaire n'a jamais été aussi proche ces dernières années que n'importe quelle autre année vécue par la plupart d'entre nous vivant aujourd'hui".
Le magazine The Austin Chronicle relève que le thème du film montrant le protagoniste devant le choix de continuer à vivre ou d'accepter la mort ressemble à celui présent dans Vivre d'Akira Kurosawa sorti en 1952. Dans le South China Morning Post, James Marsh affirme que les personnages de Godzilla Minus One condamnent de manière unanime leur gouvernement car celui-ci a persuadé de nombreux citoyens et citoyennes à sacrifier leurs vies durant la Seconde Guerre mondiale. Toutefois, d'autres critiques accusent le film de "perpétrer un programme pro-militaire".
William M. Tsutsui analyse, dans son article académique "Is Your War over Now? Nationalism, Nostalgia, and Japan's Long Postwar from Gojira (1954) to Godzilla Minus One (2023)", de quelle manière le dernier opus de la franchise laisse transparaître un point de vue politique au travers de son récit, ainsi qu'une nostalgie emprunte d'une idéalisation de l'esprit des Japonais de l'après-guerre.
Il note que le réalisateur Yamazaki est particulièrement apprécié par le premier ministre conservateur Abe Shinzō et sa femme, ce qui engendre souvent une réponse politisée de ses films et un accueil distant par les critiques progressistes, les journalistes ou les chercheurs. Tsutsui explique que Godzilla Minus One, contrairement à d'autres films de la franchise, ne se focalise pas sur des membres de l'élite japonaise (il n'y a aucun politicien haut placé, bureaucrate ou chef militaire mis en évidence) et trouve que son récit puissant est mis en scène par des effets spéciaux imaginatifs et de grande qualité.
Pour le chercheur, l'éclairage principal du film est porté sur la technologie militaire de guerre, ainsi que sur la nostalgie d'une unité nationale. Il remarque que le consensus des critiques relèvent une orientation politique de droite par Yamazaki. Il cite Tobias Becker qui soutient que  Godzilla Minus One s'appuie sur une nostalgie considérée comme péjorative et anti-progressiste. Tsutsui affirme que Yamazaki, par ses personnages, capture une communauté nationale cohésive ravivée par la foi dans le progrès et l'espérance qui travaille collectivement à la reconstruction d'un Japon fier.
William Tsutsui évoque les critiques qui ont vu dans l'oeuvre de Yamazaki un manque d'exactitude historique et ajoute que d'autres pensent que le réalisateur japonais va au-delà de la simple romanticisation du passé et qu'il oublie ou omet les vérités historiques déplaisantes.
Néanmoins pour le chercheur, le film n'est pas aussi polarisé que ce que les réactions des critiques suggèrent, il est bien plus complexe dans sa construction et dans ses messages que ce que de nombreux commentateurs semblent affirmer. D'un côté, il voit le travail de Yamazaki refléter de l'idéalisme, de l'humanisme, un esprit communautaire, une nostalgie réconfortante, une sincérité dans sa critique vive du temps de guerre et un activisme populiste motivé et progressiste porté par des Japonais abandonnés par leur gouvernement. D'un autre côté, Godzilla Minus One recycle des thèmes anciens ainsi qu'une stratégie narrative déployée par l'extrême droite qui encourage un programme dangereux de militarisme, un révisionnisme historique, un nationalisme et un populisme réactionnaire.
Dans ses conclusions, Tsutsui constate que malgré les efforts fourni par les différents opus de Godzilla sur soixante-dix ans (de la version originale de 1954 à Godzilla Minus One en 2023), la franchise n'est pas arrivée à donner les réponses aux questions qui tourmentent la société japonaise quant à son expérience lors de la guerre atomique, de la défaite du pays suivie de son occupation par l'armée américaine. À la place, les oeuvres cinématographiques tiennent des affirmations inconsistantes et parfois contradictoires. Plus spécifiquement, dans son article "Godzilla Plus: Nostalgia, History, and Culture in the Latest Giant from Japan" présenté lors d'une conférence en 2024, Aaron Gerow met en lumière les contradictions de Godzilla Minus One, qui se veut à la fois anti-guerre et pro-guerre ou anti-kamikaze et pro-kamikaze.
Pour Tsutsui cependant, le film de Yamazaki ne transmet pas de message confus ou mal interprété, il ne laisse qu'apparaître les profondes tensions, fractures et les nombreuses difficultés induites par le souvenir de la guerre au Japon depuis 1945. D'après le chercheur, le film n'offre pas de puissants discours politiques ou ne cherche pas à établir un programme d'actions concrètes. Tsutsui voit dans la franchise de Godzilla, tout comme d'autres franchises de la culture populaire japonaise, un simple reflet (et par la même occasion, un renforcement) des luttes à grande échelle menées par le Japon d'après-guerre, à savoir: la question de la responsabilité de la nation dans le conflit, le trauma générationnel de la guerre nucléaire, l'utilisation du souvenir des expériences passées de guerre et de défaite et l'établissement d'une relation avec les États-Unis qui dépasse l'asservissement, le ressenti ou l'amnésie révisionniste.

## Sortie et accueil
Sur Metacritic, le film reçoit une note favorable de 83 %, ainsi qu'une note utilisateur de 8,1/10. Sur Rotten Tomatoes, le film reçoit la certification Fresh avec une note moyenne de 97 % pour la critique et 98 % auprès du public. Sur Letterboxd, le film reçoit une moyenne de 4,2/5 pour près de 65 000 avis (en décembre 2023). Sur SensCritique, le film reçoit une moyenne de 7,3/10.
Selon Télérama, « ce film d’époque, malin et impressionnant, met à l’amende le blockbuster américain moyen ». Pour Première, « Godzilla Minus One est un étonnant blockbuster rétro et endeuillé ».
Le film est diffusé en France dans un premier temps sur deux jours, le 7 et 8 décembre 2023, dans 57 salles du groupe Pathé en IMAX, Dolby Cinéma et 4DX. Selon Rentrak, le film a été vu par 17 000 spectateurs durant cette période. Il ressort le mercredi 17 janvier sur 300 copies et se positionne en tête des démarrages dès la séance du 9h des Halles, avec 57 spectateurs. Pour la première semaine pour sa ressortie, le film totalise 94 787 entrées.
Le film a rapporté 115 857 413 $ de recettes au box-office mondial, dont 48 207 737 $ au Japon et 56 418 793 $ aux États-Unis.

## Distinctions
- Oscars 2024 : Meilleurs effets visuels